# Geschichte der Videospiele 1990–1999

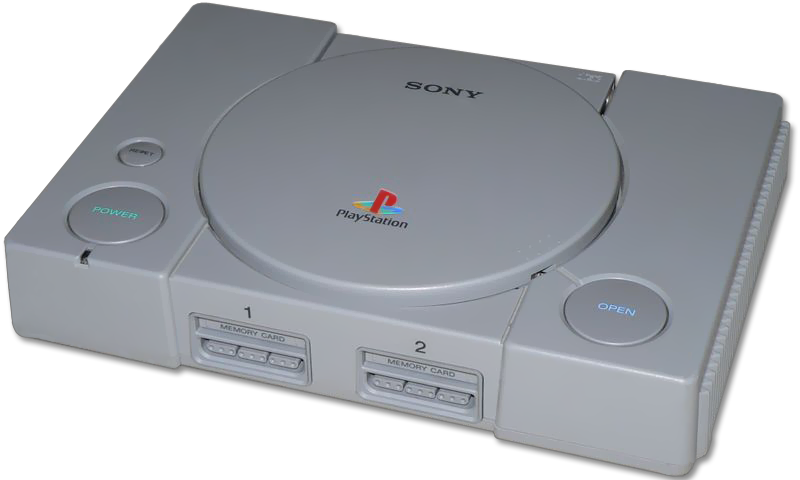
Spielkonsole PlayStation (1994)

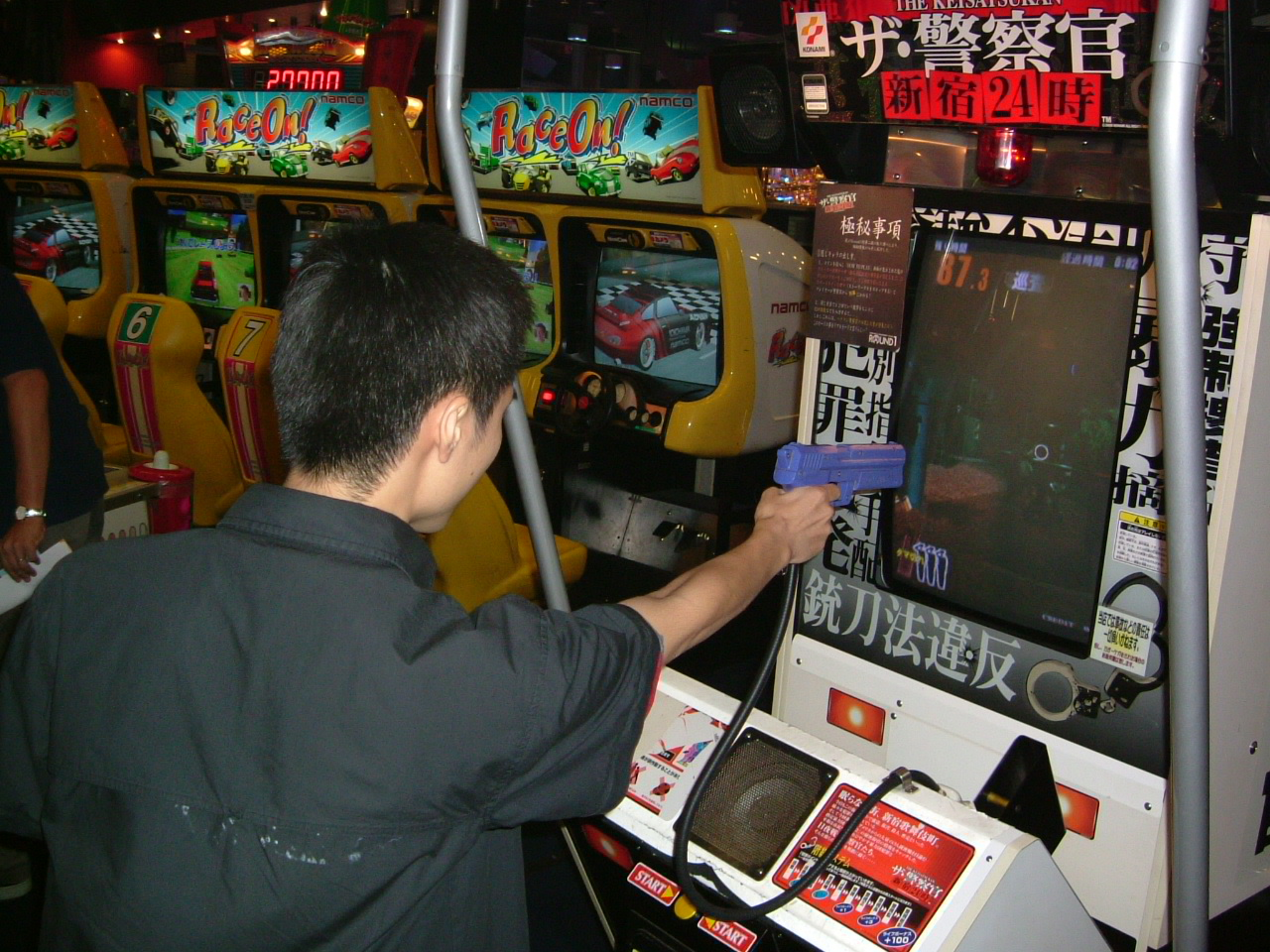
Survival-Horror-Arcade-Spiel mit Lightgun

Nachfolgend die wichtigsten Daten zur Computer- und Videospielgeschichte von 1990 bis 1999.

## Plattformen

### Arcade-Spiele
Auch nach ihrer goldenen Ära und dem Video Game Crash erschienen weiterhin einflussreiche Arcade-Spiele, insbesondere Beat ’em ups wie Street Fighter II (1991) und Mortal Kombat (1992). Immer aufwendigere und realitätsnähere Spiele und Simulationen erschienen, sowie vermehrt Großgeräte für vier und mehr Personen, meist Rennspiele und Shooter. Ende der 1990er-Jahre waren zunehmend Gesellschaftsspiele beliebt wie z. B. Tanzspiele und Sportsimulationen, außerdem Spiele, für die Lightguns als Steuerungsinstrumente eingesetzt wurden.
Seit 1985 sind in Deutschland Arcade-Automaten wegen einer Gesetzesänderung nur noch in Spielhallen zu finden.

### Konsolen

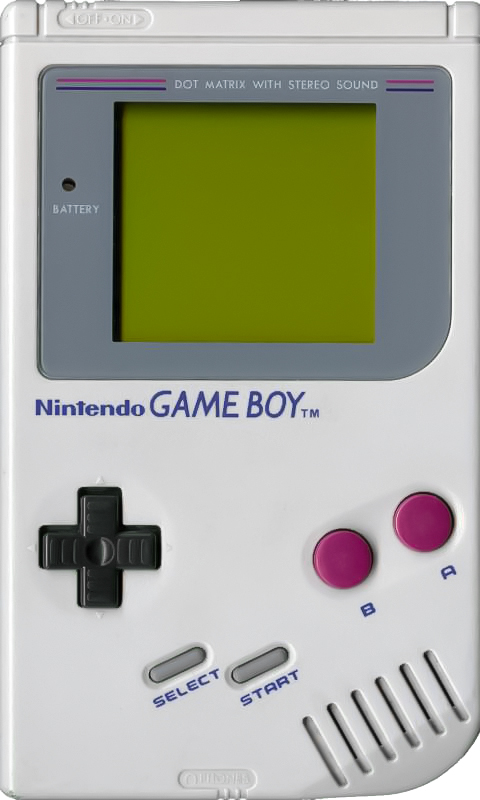
Nintendo Game Boy (1990)

Die 5. Generation begann etwa 1993 und bot oft neue 3D-Grafikfähigkeiten und teilweise CD-ROMs als Datenträger. Viele Konsolen verfügten über einen 32-Bit-Prozessor und/oder 64-Bit-Grafikleistungen. Echte 64-Bit-Geräte erschienen ab 1996; 128-Bit-Geräte in Europa ab 1999. Einige in den 1990er-Jahren erschienene Spielkonsolen sind:
- 4. Generation
  - Sega Mega Drive (1988) 16 Bit
  - Super Nintendo Entertainment System (1990, in Deutschland ab 1992)
- 5. Generation
  - Sega Saturn (1994)
  - Sony PlayStation (1994)
  - Nintendo 64 (1996)
- 6. Generation
  - Sega Dreamcast (1998)

Ferner erschienen unter anderem die Konsolen Philips CD-i, Commodore CD³², Atari Jaguar, Panasonic 3DO und Apple Pippin.

#### Handheld-Konsolen
- Game Boy (1989)
- Sega Game Gear (1990)
- Game Boy Color (1996)

### Heimcomputer
Neue Heimcomputer erschienen kaum noch, verbreitet war nach wie vor besonders der Commodore Amiga, der bis 1996 produziert wurde, und der Atari ST, der bis 1993 produziert wurde.

### PC
Der PC ersetzte praktisch den Heimcomputer. Anfang der 1990er-Jahre waren noch DOS-Spiele beliebt; in der Mitte der Dekade erschienen zunehmend Windows-Spiele (für Windows 3.x und Windows 95) und Spiele, die 3D-Grafikbeschleunigerkarten voraussetzten. Die neuen Grafikleistungen wurden insbesondere bei Ego-Shootern eingesetzt, durch diese stieg auch die Nutzung von Online-Spielen.

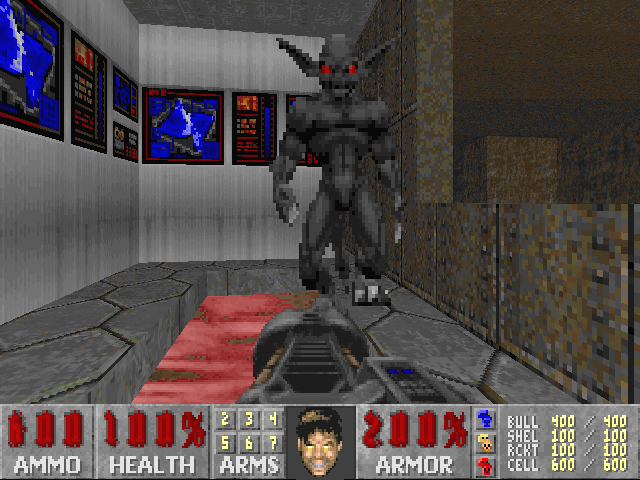
Ego-Shooter, hier Free Doom

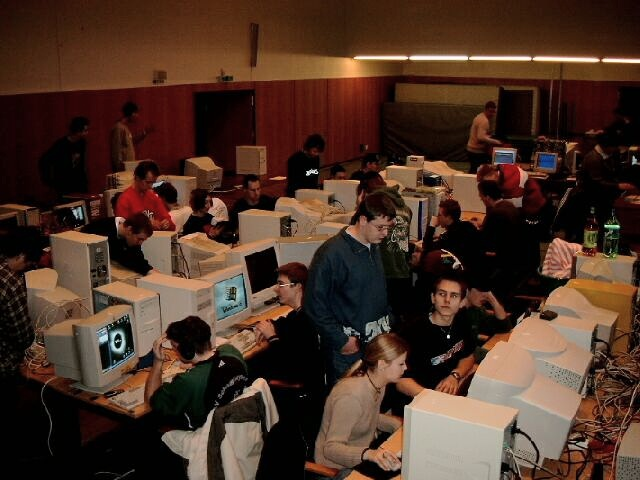
LAN-Party

## Beliebte Genres der Zeit
Durch immer höhere Prozessor- und Grafikfähigkeiten wurden ab 1991 die ersten echten Ego-Shooter ermöglicht, ein Genre, das bis heute sehr verbreitet ist. Weitere beliebte Genres waren vor allem Survival Horror und Third-Person-Shooter, Rollenspiele, Strategiespiele, Rennsimulationen sowie Gesellschafts- und Musikspiele.

### Online-Spiele
Massive Multiplayer Online Games (MMOGs) und insbesondere Rollenspiele (MMORPGs) für hunderte Spieler erschienen etwa 1991, der große Durchbruch kam erst 1997 mit Ultima Online; Browserspiele existieren seit 1995. Immer mehr herkömmliche Spiele verfügten über einen optionalen Online-Modus, z. B. Rennspiele. Außerdem werden LAN-Partys immer beliebter, bei denen mehrere Computer vernetzt werden.

## Wichtige Entwickler
Die Entwicklung der 1980er-Jahre fortsetzend gerieten einzelne Entwickler in den Hintergrund, da praktisch alle Spiele in mittleren oder größeren Teams entwickelt wurden. Namhafte Entwickler waren:
- Ron Gilbert (Monkey Island)
- Will Wright (Spiel SimCity u. a.)
- Sid Meier (Spiel Civilization u. a.)
- John Romero (Spiele Doom, Quake)
- Richard Garriott (Serie Ultima)
- Jon Van Caneghem (Serie Might and Magic)
- Peter Molyneux (Spiele Populous, Theme Park, Black & White u. a.)

### Wichtige Firmen
Nach wie vor dominierten Nintendo und Sega den Konsolenmarkt; 1994 (1995 in Deutschland) kam Sony hinzu.
Große Software-Publisher waren Atari Corporation (späterer Namensinhaber Hasbro und Infogrames), Konami, Electronic Arts, id Software und Blizzard Entertainment (ab 1991), Ubisoft (ab 1992), JoWooD (ab 1995) und etliche weitere. Es gab viele Übernahmen; die meisten kleineren Studios, insbesondere auf dem Heimcomputer-Markt tätige, verschwanden schnell.

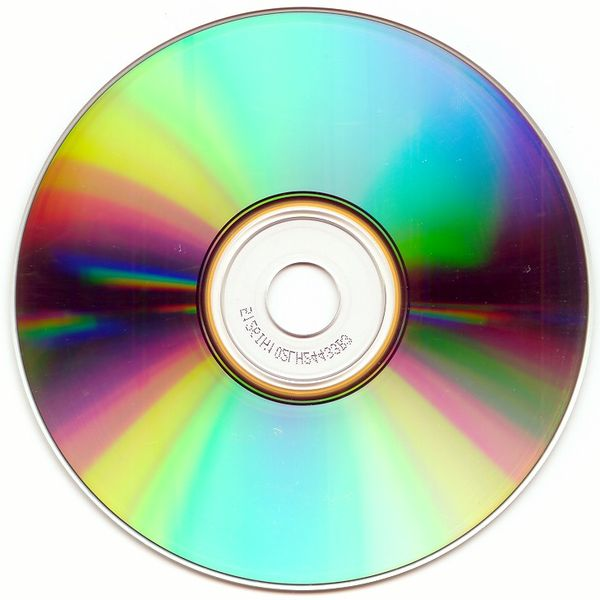
Der typische Datenträger der 90er: Eine CD-ROM

## Datenträger / Kosten
1991 erschien mit Sherlock Holmes: Consulting Detective das erste multimediale Spiel auf CD-ROM; der Preis betrug 179 DM. Bis Mitte der 1990er-Jahre setzte sich dieser Datenträger langsam durch, zuvor wurden meist noch Disketten verkauft. Die Preise passten sich später an und betrugen weiterhin etwa 100 DM. Bei älteren Titeln sanken die Preise meist auf etwa 30-50 DM, außerdem gab es Spielesammlungen. Ab 1990 wurde auch das Shareware-Prinzip immer beliebter, ein Beispiel dafür ist Commander Keen.
Spielkonsolen verwendeten unterschiedliche Medien, teilweise noch Cartridges, meist jedoch auch digitale Medien wie CD-ROMs, vereinzelt auch optische Medien wie GD-ROMs oder Laserdiscs. Preise für Konsolenspiele waren je nach System unterschiedlich, lagen aber oft etwas höher als die von PC-Spielen, und die Spiele ließen sich nicht so leicht kopieren.

## Chronik / Wichtigste Spiele des Jahrzehnts

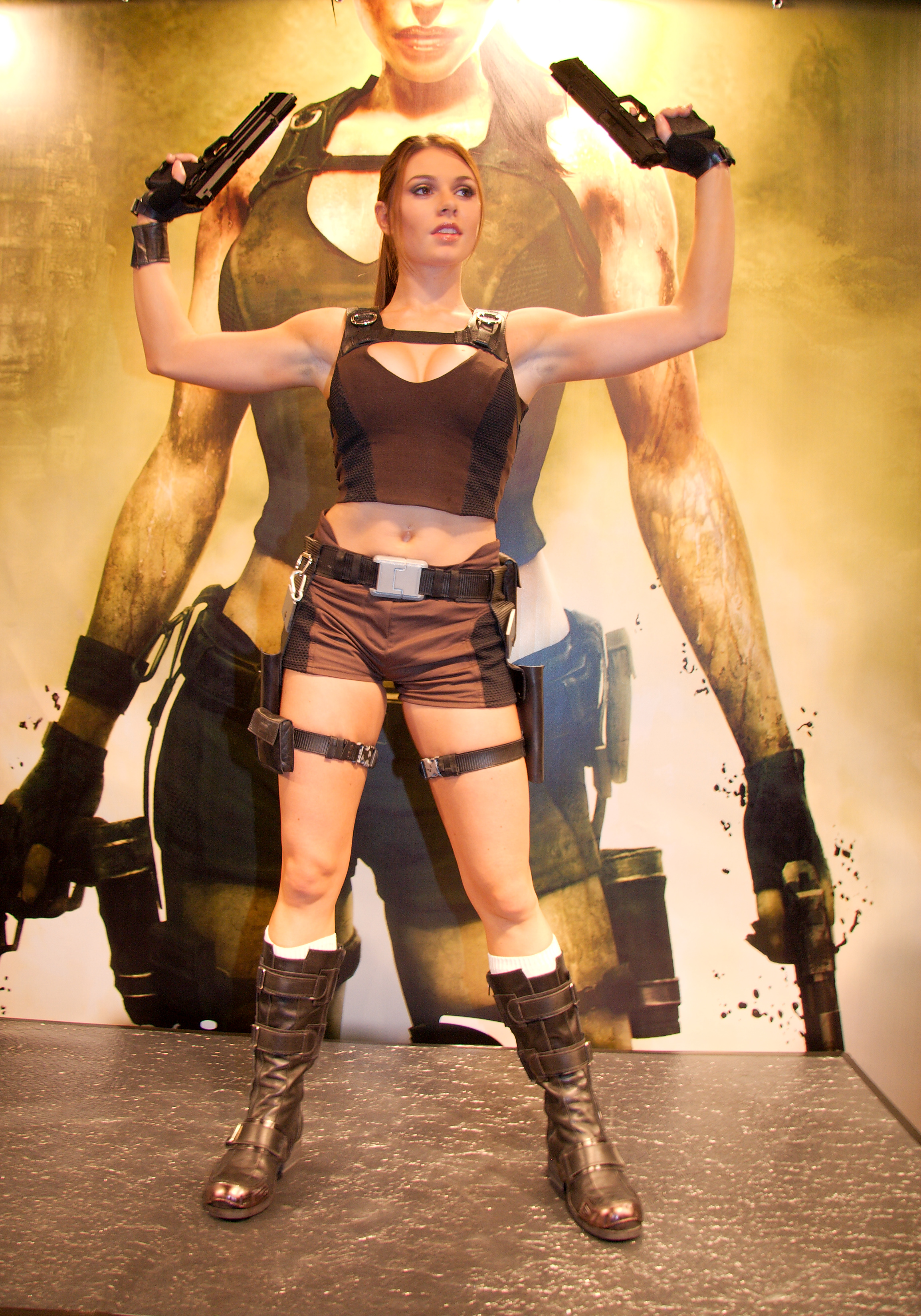
Alison Carroll als Lara Croft aus dem Spiel Tomb Raider

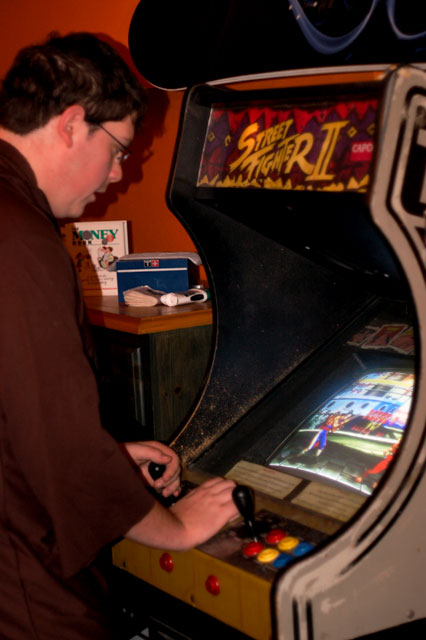
Arcade-Spiel Street Fighter II (1991)

Wichtige und erfolgreiche Spiele waren unter anderem:
- Wing Commander (1990, DOS-PC) Weltraumsimulator
- Stunts (1990, DOS/Amiga) Rennspiel 3D-Polygongrafik
- Street Fighter II (1991, zunächst als Arcade-Spiel) Fighting Game
- Mortal Kombat (1992, zunächst Arcade-Spiel) Fighting Game
- Wolfenstein 3D (1992, DOS) einflussreicher Ego-Shooter
- Doom (1993, DOS) einflussreicher Ego-Shooter
- Star Wars: Rebel Assault (1993, zunächst für IBM-PC/DOS) erstes Computerspiel mit Full-Motion-Videosequenzen (FMV)
- Tomb Raider (1996, zunächst für Sega Saturn) beliebter Third-Person-Shooter
- Resident Evil (1996, zunächst für PlayStation) einflussreicher Survival-Horror
- Quake (1996, zunächst für DOS) 3D-Ego-Shooter
- Super Mario 64 (1996, zunächst für Nintendo 64) 3D-Jump-’n’-Run
- Pokémon Rot, Blau, Grün und Gelb (1996, für den Game Boy) Sammlerabenteuer
- Final Fantasy VII (1997, PSX) RPG wird als einer der einflussreichsten Titel in der Geschichte der Videospiele angesehen
- Anno 1602 (1998, PC) populäres Aufbau-Spiel und Begründer der Anno-Reihe
- Half-Life (1998, zunächst für Windows-PC) beliebter Ego-Shooter
- The Legend of Zelda: Ocarina of Time (1998, zunächst auf Nintendo 64) Action-Adventure
- Tony Hawk’s Pro Skater (1999) beliebtes Skateboarding-Spiel
- Moorhuhn (1999) beliebter Shooter

Weitere verbreitete Spiele waren unter anderem Civilization, Lemmings, Mario Kart, Alone in the Dark, Ultima Underworld (1992), Die Siedler, Ambermoon, Myst, Age of Empires II (1999), Ridge Racer, X-Wing (1993), Command & Conquer, Donkey Kong Country (1994) und dessen Nachfolger, You Don’t Know Jack (1995), Banjo-Kazooie (1998) und Donkey Kong 64 (1999).
Erfolgreiche Serien und Franchises:
- Final-Fantasy-Serie (ab 1987 in Japan, 1990)
- Monkey Island (ab 1990)
- Sonic the Hedgehog (ab 1991)
- Tekken (ab 1994)
- Pokémon (ab 1996)